# سیارک ۷۵۰۴
سیارک ۷۵۰۴ (به انگلیسی: 7504 Kawakita، نامگذاری:1997AF1) هفت هزار و پانصد و چهارمین سیارک کشف شده‌است که در ۲ ژانویه ۱۹۹۷ کشف شد.
قدر مطلق سیارک برابر ۳۳.۸ است.